# Buró Europeu de Coordinació de les Organitzacions Juvenils Internacionals no Governamentals
El Buró Europeu de Coordinació de les Organitzacions Juvenils Internacionals no Governamentals conegut també com a BEC era amb el Consell Europeu de Consells Nacionals de Joventut (CENYC), les dues instàncies del treball juvenil internacional a Europa. El seu objecte essencial era actuar com a font d'informació i fòrum per a les organitzacions membres que comprenien la majoria de les grans organitzacions juvenils internacionals no governamentals (OJING) d'Europa Occidental. Aquestes organitzacions representaven les tendències polítiques i socials més importants que existeixen a Europa en aquells moments. El BEC, tenia la seu a Brussel·les i funcionà des del 1971 fins a la seva dissolució dins del Fòrum Europeu de la Joventut (YFJ) el 1996. En formaven part les organitzacions europees de les quals formen part les entitats juvenils nacionals. Les llengües oficials eren el francès i l'anglès. Des de la perspectiva catalana és important assenyalar que hi havia força entitats catalanes admeses com o membres de ple dret de les seves respectives organitzacions europees. Alguns catalans d'aquestes entitats que assistien a les reunions del BEC en qualitat de representants d'organitzacions europees, foren membres dels seus equips de direcció i executius com per exemple Raimon Goberna per la FIEEA (la internacional d'Esplais Catalans), Roger Albinyana delegat de LYMEC (Joventuts Liberals, Anna Santacana pel MIJARC, o l'Elena Jiménez de la WAGGGS (Associació mundial de Noies Escoltes) ja en l'època del YJF.

## Història
El BEC va constituir-se, amb una altra denominació, l'any 1969, però la seva actual estructuració, mètodes de treball i estatuts són de 1977 que es van anar modificant i adaptant periòdicament. Des de la seva creació els membres havien passat del 7 inicials a 22 en l'any 1982, i van continuar tenint adhesions fins a la seva fusió-desaparició l'any 1996.

## Objectius
Els objectius generals de l'organització podien ser resumits així: 
- Promoure i organitzar la cooperació entre organitzacions juvenils internacionals sobre temes que aquestes decideixen de considerar col·lectivament;
- Representar les OJING (Organitzacions juvenils internacionals no governamentals), com a grup, en els camps de comú interès, especialment davant el Consell d'Europa, les Comunitats Europees i les Nacions Unides;
- Informar els joves sobre el treball de les institucions europees i les activitats de les organitzacions juvenils internacionals a Europa;
- Promoure la cooperació entre les organitzacions juvenils internacionals, nacionals i estatals quan es consideri convenient;
- Ajudar les organitzacions juvenils a estendre el marc de les seves activitats internacionals aconsellant-les sobre possibles fonts d'ajudes tècniques i financeres.

## Organitzacions juvenils internacionals no governamentals
De la mateixa manera que un comitè o Consell Nacional de la Joventut ofereix un punt de retrobament a un ampli ventall d'organitzacions juvenils nacionals, el BEC constituïa una plataforma per a una igualment àmplia varietat d'organitzacions juvenils internacionals.
Les OJING (Organitzacions juvenils internacionals no governamentals) tenen estructures i orígens diferents. Moltes van néixer durant els primers quinze anys, posteriors a la guerra, d'altres varen ser fundades en el període immediatament posterior a la Segona Guerra Mundiali algunes es remunten a principis de segle. Malgrat que les seves estructures i evolucions són diferents, la majoria de les organitzacions juvenils internacionals van ser creades en gran part per la mateixa raó: el desig de les organitzacions nacionals (de joves socialistes o conservadors, de joves treballadors o ecologistes) d'associar-se per fer avançar els seus objectius en un context europeu més ampli que el que permet una estructura nacional o estatal. D'aquesta manera, un escenari típic per a la creació d'una OJlNG seria l'establiment de contactes bilaterals entre organitzacions nacionals que comparteixen una ideologia o interès similar, que es concretarien en un acord comú d'establiment d'una estructura europea (o mundial) de caràcter internacional. Aquesta estructura es dotaria de procediments i òrgans de presa de decisions propis i d'un programa d'activitats, independents de les organitzacions membres. Pot semblar un procediment rígid i hipotètic, però de fet cada any es constitueixen noves organitzacions internacionals de joves i moltes demanen d'entrar al Buró Europeu de Coordinació d'entrar de les OJING.

## Membres
El BEC disposava del seu propi reglament d'admissió. Les condicions per a les Entitats candidates eren que, a més de l'acceptació dels objectius del BEC, fossin: 
- Una organització de joventut dirigida per joves, o la secció juvenil autònoma d'una organització senior.
- Una organització europea, amb un mínim de presència a 5 països europeus.

## Estructura directiva i organitzativa
L'òrgan màxim de decisió del BEC era l'Assemblea General que es convocava cada 2 anys i a la qual cada organització membre pot delegar tres participants, però amb un sol vot. L'Assemblea elegeix una permanent (praesidium) i el Secretari General.
L'Executiu era compost d'un representant de cada organització membre i per això complia més funcions que la d'un pur comitè executiu. Era el principal lloc de reunió de les organitzacions membres i decideix tots els aspectes polítics. Es reunia tres cops cada any.
La permanent, que comprèn un President, tres vicepresidents i un tresorer, s'elegia per un període de dos anys i controlava el treball diari de la secretaria, formada per dues persones, que es trobava a Bruael·les.

## Programes desenvolupats
El programa de treball de l'organització podia classificar-se en tres tipus d'activitats: «Informació», «seminaris» i de relacions exteriors». Aquestes activitats s'emprenien addicionalment a les funcions i reunions estatutàries.

### Informació
El Secretariat del BEC publicava un butlletí informatiu cinc vegades amb una difusió entre les branques estatals, nacionals i regionals de les OJlNG. Aquest butlletí apareix en angles i francès. Les organitzacions membres. rebien regularment comunicació de les reunions a les quals havien d'assistir i de les activitats desenvolupades per les organitzacions no governamentals, així com reports dels seminaris i visites.

### Seminaris
El BEC organitzava cada any un cert nombre de seminaris i visites que siguin d'interès per a totes les organitzacions membres. Aquestes reunions no pretenien definir polítiques però sí que permetien examinar conjuntament temes específics com el racisme i la xenofòbia, les noves tecnologies i les relacions entre l'Europa del Nord i l'Europa del Sud, així com el diàleg Est-Oest, que han estat temes candents, entre d'altres de l'època.

## Relacions i contactes
Establint nous contactes i obrint noves àrees d'interès per a les organitzacions membres, el BEC té un paper particularment útil. Per exemple l'inici de contactes (any 1982) amb organitzacions juvenils xineses ACYF, Federació Juvenil Pan-Xinesa. També s'iniciaren els primers contactes amb altres organitzacions juvenils regionals de tot el món (Moviment juvenil Pan-africà, USYC. Consell de la Joventut dels Estats Units, WFDY Federació Mundial de la Joventut Democràtica ...
El BEC igualment era representat en qualitat d'observador en el marc de la cooperació Pan-Europea de Joves i Estudiants, així com en els Òrgans estatutaris del Centre Europeu de la Joventut (CEJ) j de la Fundació Europea per a la Joventut (FEJ) Assistia igualment a les reunions del CENYC, del Fòrum de Joventut de les Comunitats Europees (FJCE), així com del GIM i de la UNESCO.

## Procés de fusió de les estructures prèvies i el naixement del YFJ
El 20/21 d'abril de 1996, a l'Assemblea General extraordinària conjunta de Blankenberge després d'un procés de debat les entitats membres van decidir fusionar el BEC i el CENYC en una sola organització: el Fòrum Europeu de la Joventut / European Youth Forum YFJ, i realitzar instrumentalment la seva actuació través del Fòrum de Joventut de les Comunitats Europees FJCE (que en aquell moment ja havia canviat de denominació: Fòrum de Joventut de la Unió Europea arran de la formació de la UE) en la interlocució amb la Unió Europea. D'aquesta manera el panorama es va simplificar, esdevenint el YFJ lo plataforma europea que representaria a partir d'aquell any els interessos de desenes de milions de joves d'arreu del continent. Es va decidir mantenir viu, simplement a nivell formal i administratiu, el FJCE, bàsicament perquè la Unió Europea estava disposada o dialogar amb (i sobretot finançar) una estructura que representés els interessos de la gent jove de l'àmbit estrictament comunitari europeu. A la pràctica, però, deixà de tenir vida pròpia com a tal i ambdues plataformes (FJCE i YFJ) actuen com si es tractés d'una de sola, amb un únic òrgan de direcció, programa, equip tècnic, seu, etc.